# Klaus Stemmler
Klaus Stemmler (* in Pforzheim) ist ein deutscher Grafiker, Fotograf und Verleger.

## Leben
Stemmler studierte an der Kunsthochschule in Karlsruhe und ging Mitte der 1960er Jahre nach Berlin. Sein Dozent Heinz Hajek-Halke beendete in diesem Jahr die Lehrtätigkeit an der Hochschule der Künste, danach wurde Stemmler Schüler von Helmut Lortz, mit dem Stemmler bis zu dessen Tod Kontakt hielt.
Während des Studiums fertigte Klaus Stemmler Grafiken für Ausstellungen im Reichstag und für Die Stachelschweine.
In seiner Pforzheimer Zeit gab Klaus Stemmler Zeitschriften heraus. Anfang 1972 erschien in Berlin die erste Ausgabe des TIP als Stadtzeitung in Deutschland. Jährlich verdoppelte sich die Auflage und von einem Umfang von 6 Seiten in der ersten Ausgabe steigerte sich der Umfang auf 300 Seiten vierzehntäglich. Parallel dazu gründete er mit Gunter W. Rometsch das Filmkunstkino „Notausgang“. Bis Mitte der 1990er Jahre leitete Klaus Stemmler den Verlag, schuf nebenbei mit dem Produzenten Dirk Beinhold das Fernsehformat tipTV, zuerst auf FAB und später auf ORB. Mitte der 1990er wurde der Verlag von Gruner + Jahr übernommen.
Nach sozialen Projekten für Studentenwohnungen in Neukölln gründete er 2010 die Klaus-Stemmler-Stiftung, mit der er Talente in Fotografie und Grafik fördern möchte und deren Vorsitzender er ist.